# Stanisław Pastucha
Stanisław Pastucha, ps. Mały Stasio, Mały (ur. 12 czerwca 1927 w Warszawie, zm. 30 września 1944 tamże) – kapral, łącznik Armii Krajowej, Grupy Północ, zgrupowania "Róg" oraz Armii Ludowej, batalionu im. Czwartaków, powstaniec warszawski. 

## Życiorys
Urodził się w rodzinie robotniczej Wacława i Zofii, dzieciństwo spędził w Drewnicy. Od 1940 był łącznikiem w Rewolucyjnych Radach Robotniczo-Chłopskich „Młot i Sierp”, następnie w Stowarzyszeniu Przyjaciół ZSRR, a od lutego 1942 w Komitecie Dzielnicowym KPP Drewnica-Marki. Następnie był łącznikiem w Okręgu nr 3 i Sztabie Głównym GL-AL, kolportował prasę PPR i GL, uczestniczył w licznych akcjach bojowych. Od września 1943 razem z Marią Kordalą ps. Maryla obsługiwał na warszawskim Starym Mieście punkt rozdziału i wysyłki prasy konspiracyjnej. Ukończył kurs minerski i pracował przy produkcji materiałów wybuchowych, członek sekcji minerskiej im. Bohaterów Westerplatte przy Sztabie Głównym AL. Awansowany do stopnia kaprala, 25 grudnia 1943 został odznaczony Krzyżem Grunwaldu III klasy przez Dowództwo Główne AL. Brał udział w ochronie pierwszego posiedzenia KRN. Walczył w powstaniu warszawskim na Starówce, za odwagę i bohaterstwo został odznaczony przez gen. Tadeusza Komorowskiego „Bór” 20 sierpnia 1944 Krzyżem Walecznych. Ze Starówki wycofał się kanałami na Żoliborz, gdzie ciężko zachorował i zmarł 30 września 1944.